# Haing S. Ngor
Pour les articles homonymes, voir Ngor.
 (juillet 2014).
Si vous disposez d'ouvrages ou d'articles de référence ou si vous connaissez des sites web de qualité traitant du thème abordé ici, merci de compléter l'article en donnant les références utiles à sa vérifiabilité et en les liant à la section « Notes et références ».
Haing Somnang Ngor, ou Haing S. Ngor, est un médecin, acteur et écrivain américano-cambodgien, né le 22 mars 1940 à Samrong Young au Cambodge et mort le 25 février 1996 à Los Angeles en Californie.

## Biographie
Issu d'une famille de médecins, Haing S. Ngor fait une partie de ses études de médecine en France, à Toulouse, entre 1958 et 1963, avant de rentrer diplômé en médecine au Cambodge, en 1963, où il exerce comme médecin généraliste. Avec les crises qui secouent les pays de la péninsule indochinoise, surtout les pays frontaliers du Vietnam, à partir des années 1960, et avec les dévaluations du riel, la monnaie nationale du Cambodge, les fins de mois deviennent difficiles. À la fin des années 1960, il devient chauffeur de taxi et occasionnellement journaliste. Il accompagne ainsi des journalistes français, britanniques et américains, vivant ainsi une expérience proche de celle du personnage qu'il a interprété ultérieurement.
Il joue en 1984 dans le film La Déchirure (The Killing Fields) le rôle de Dith Pran, journaliste déporté dans les camps de travail du régime khmer rouge dirigé d'une main de fer par Pol Pot. Il reçoit pour ce rôle l'Oscar du meilleur acteur dans un second rôle et le BAFTA du meilleur acteur dans un rôle principal.
Le scénario du film comporte de nombreuses analogies avec sa propre histoire : médecin, il est lui-même déporté de 1975 à 1979.
En 1988, il écrivit Haing Ngor: A Cambodian Odyssey, racontant sa vie sous le régime khmer rouge. 
Il est tué en 1996 par un membre d'un gang de rue de Los Angeles, lors d'une agression,.
Le mobile de son assassinat (crime crapuleux ou contrat lancé par les Khmers rouges) demeure flou. Cependant, en 2009, des années après la mort de Ngor, Douch, le tortionnaire en chef de l'Angka, indique qu'il s'agissait bien d'un assassinat politique .

## Autobiographie
Haing Ngor et Roger Warner (trad. Jean-Michel Caradec'h avec la collaboration d'Anne Etcheverry), Une odyssée cambodgienne, Paris, Fixot filipacchi, 1988, 387 p. (ISBN 978-2-8764-5035-6, OCLC 21587934)

## Filmographie

### Acteur
- 1984 : La Déchirure (The Killing Fields) de Roland Joffé : Dith Pran (comme Dr Haing S Ngor)
- 1987 : Eastern Condors de Sammo Hung
- 1987 : Deux flics à Miami (télévision, saison 3, épisode 15)
- 1989 : China Beach (télévision, saison 3, épisodes 9-10)
- 1990 : Poudre jaune  (Vietnam, Texas) de Robert Ginty : Wong
- 1993 : My Life de Bruce Joel Rubin
- 1993 : Entre Ciel et Terre d'Oliver Stone
- 1996 : Hit Me de Steven Shainberg